# Trigoniulus flavipes
Trigoniulus flavipes är en mångfotingart som beskrevs av Carl Graf Attems 1897. Trigoniulus flavipes ingår i släktet Trigoniulus och familjen Trigoniulidae. Inga underarter finns listade i Catalogue of Life.